# Calle 207 (línea de la Séptima Avenida–Broadway)
Calle 207 es una estación en la línea de la Séptima Avenida-Broadway del Metro de Nueva York. Localizada en la intersección con la Calle 207 y la 10.ª Avenida en el barrio de Manhattan Inwood, y es servida las 24 horas por los trenes del servicio 1.
La estación está cerca del extremo sur de 207th Street Yard. Al norte de la estación, se encuentran dos cruces, y una rampa para dar acceso a dos de las tres vías del patio de maniobras.